# Дарби Крэш
Дарби Крэш (англ. Darby Crash), при рождении Ян Пол Беам (англ. Jan Paul Beahm); 26 сентября 1958 — 7 декабря 1980, Сакраменто — американский музыкант, вместе со своим другом Пэтом Смиром был основателем панк-группы The Germs. Скончался от преднамеренной передозировки героином в возрасте 22 лет.

## Биография
У Беама было непростое детство; он вырос c уверенностью, что его биологический отец ушёл из семьи, а старший брат умер от передозировки наркотиков. Позже, в одном из споров, его сестра рассказала довод о том, что его биологический отец, в действительности, был шведским моряком по имени Уильям Бьёрклунд (англ. William Björklund).
Беам посещал IPS (Innovative Program School), школу при университете University High School Лос-Анджелеса. Программа IPS объединяла в себе элементы Обучающих семинаров Эрхарда и Саентологии.
Прежде чем остановиться на названии The Germs, Беам и Пэт Смир называли себя «Sophistifuck and the Revlon Spam Queens», но были вынуждены сократить это название, потому что они не имели достаточно денег, чтобы печатать полное название группы на футболках. После недолгого периода пребывания под псевдонимом Бобби Пин (англ. Bobby Pyn), Беам изменил своё имя на Дарби Крэш. The Germs можно увидеть в фильме «Закат западной цивилизации», режиссёра Пенелопы Сфирис, который вышел в прокат в 1981 году. В этой же ленте, Крэш рассуждал о своей практике принятия наркотиков на сцене, чтобы избежать чувства травм от насилия поклонников и «ползать там с недовольством» (англ. «creeps out there with grudges»).

### Дальнейшая жизнь и суицид
Вскоре после того, как The Germs распались, Дарби сформировал группу Darby Crash Band, которая просуществовало недолгое время. Барабанщик группы Circle Jerks Лакки Лерер (англ. Lucky Lehrer) присоединился к коллективу Крэша накануне их первого выступления (все билеты были распроданы). Но во время саундчека, Дарби выгнал Лерера, когда они репетировали, и убедил Пэта Смира выручить их, сыграв на гитаре. Смир описывал группу, как «The Germs но с худшими музыкантами», они отыграли только несколько концертов, после чего группа распалась.
3 декабря 1980 года, в клубе Starwood состоялся последний концерт вновь воссоединенной группы (билеты были перераспроданы), вместе с барабанщиком Доном Боллзом (англ. Don Bolles).
Крэш совершил самоубийство от передозировки героина 7 декабря 1980 года.

## «То, что мы делаем — тайна»
История Крэша и группы «The Germs» легла в основу сюжета биографического фильма «То, что мы делаем — тайна», который вышел в 2007 году. Роль Дарби Крэша исполнил Шейн Уэст, Лорну Дум сыграла Бижу Филлипс, Рик Гонсалес сыграл Пэта Смира, а Ной Сеган исполнил роль Дона. Фильм вышел в ограниченный прокат 8 августа 2008 года. Существует также книга с одноименным названием, написанная Кифом Хилсбари (англ. Kief Hilsbury), новеллизация молодого современника Дарби Крэша, который гнетется своими воспоминаниями о певце.